# Catedral do Santíssimo Sacramento (Sacramento)

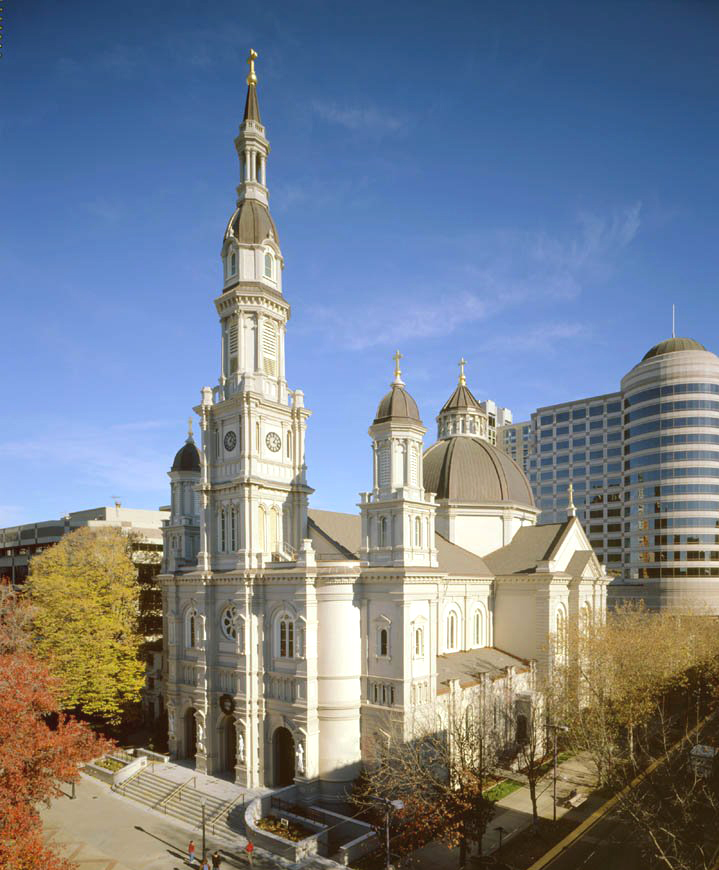
Catedral do Santíssimo Sacramento

Catedral do Santíssimo Sacramento em Sacramento é uma catedral da Igreja Católica Romana dos Estados Unidos.
Atualmente, a catedral é considerada um marco religioso e cívico. É a igreja-mãe da diocese, que se estende da borda sul do Condado de Sacramento a norte até a fronteira de Oregon e serve aproximadamente 1.000.000 católicos. A diocese abrange 102 igrejas em uma região de 42.000 milhas quadradas.

## Construção
Com a construção iniciada em 1887, a Catedral do Santíssimo Sacramento de Sacramento é um exemplo da força e da história na arquitetura de Sacramento.